# Spooneromyces
Spooneromyces är ett släkte av svampar. Spooneromyces ingår i familjen Pyronemataceae, ordningen skålsvampar, klassen Pezizomycetes, divisionen sporsäcksvampar och riket svampar.